# Pico Maldito
Pico Maldito (francouzsky Pic Maudit, 3350 m n. m.) je hora v Pyrenejích. Leží na území španělské provincie Huesca v autonomním společenství Aragonie nedaleko francouzských hranic. Hora patří do podskupiny Benasque v Centrálních Pyrenejích. Jako první stanuli na vrcholu 3. srpna 1905 Jean-Marie Sansuc, Louis Camboué a B. Luquet.